# جان سعادة
جان سعادة هو ممثل ومصارع لبناني ولد سنة 1940 حصد عدة بطولات في المصارعة الحرة خلال حياته، منها بطل لبنان عام 1956، وبطل العرب عام 1957، وبطل في دورة البحر الأبيض المتوسط عام 1958، وبطل فرنسا عام 1961، وبطل أوروبا عام 1964، وبطل العالم عام 1970. لقب في فرنسا بأمير آل منصور، وخاض 125 حفلة مصارعة خلال تسعة أشهر، مما وضع لبنان على خريطة المصارعة الحرة العالمية. كما أحضر أبطال العالم إلى لبنان في مباريات حاشدة في المدينة الرياضية. 
شارك أيضاً بتمثيل الأفلام العربية والفرنسية. أما في فرنسا فقد كان يقوم بأدوار الممثل البديل الذي يؤدي المشاهد الخطرة، وقال سعادة عن تلك المشاهد أنه كان يغامر بحياته ويؤدي أقواها، والتي كان أبرزها «قفزه من على جسر نهر السين». ارتبط اسمه أيضاً ببعض الأمثال الشعبية بسبب ما حققه من شهرة.